# 다쓰미 료코
다쓰미 료코(일본어: 辰巳 怜子, 1984년 6월 29일 ~ )는 일본의 여자 축구 선수이다.

## 국가대표팀 경력
그녀는 2002년 FIFA U-19 세계 여자 축구 선수권 대회에 참가할 일본 U-19 국가대표팀에 발탁되었으며, 1경기에 출전했다.